# Yoshiteru Yamashita
Yoshiteru Yamashita (山下 芳輝, Yamashita Yoshiteru) est un footballeur japonais né le 21 novembre 1977 dans la préfecture de Fukuoka au Japon.